# Justin Popović
L'archimandrite Justin (en serbe cyrillique : Јустин, nom séculier Blagoje Popović, en serbe cyrillique: Благоје Поповић), né le 6 avril 1894 à Vranje (Royaume de Serbie) et mort le 7 avril 1979 au Monastère de Ćelije à Valjevo en Yougoslavie, est un des plus importants théologiens orthodoxes de notre époque, souvent considéré comme un nouveau Père de l'Église. Il était l'archimandrite du monastère de Ćelije, près de Valjevo. Il a été canonisé par l'Église orthodoxe serbe le 29 avril 2010. Il est fêté le 1er juin (calendrier julien) ou le 14 juin (calendrier grégorien).

## Biographie
Blagoje Popović naquit  de 6 avril 1894 à Vranje, au sud de la Serbie, le jour de la Fête de l'Annonciation, ce pourquoi il reçut le nom de « Blagovesnik » : « l'Annonciateur de la Bonne Nouvelle ». Sa famille était pieuse et l'on y était prêtre depuis sept générations (Popović signifiant en serbe famille ou enfant de prêtre).

## Œuvres
- Philosophie orthodoxe de la vérité, éd. L'âge d'homme, coll. La Lumière du Thabor.
- Philosophie et religion chez Dostoïevski/Философия и религия Ф. М. Достоевского, Minsk, Издатель Д. В. Харченко, 2007, 312 p.  (ISBN 9789859012518) (lire en ligne).